# 哭泣天使
哭泣天使是英國長篇科幻電視劇《神秘博士》登場中的虛構掠食性外星生物族群。哭泣天使擁有一種被稱為「量子鎖定」（quantum-locked）的能力，意指當有觀察者注視時，它們無法移動，僅能在無人觀察時行動。哭泣天使以觸碰獵物的方式進食，受害者會被送往過去，而天使則吸取由時間旅行所產生的時間能量為食。
哭泣天使首次登場於2007年的《神秘博士》劇集〈眨眼〉，隨後成為多部《神秘博士》相關作品的常駐角色。隨著劇集發展，哭泣天使的能力設定有所擴充，包括「天使之像亦為天使」、能將其他雕像轉化為哭泣天使，以及以雙重觸碰直接殺害他人的能力。哭泣天使的創作靈感來自編劇史蒂芬·莫法特，他曾在墓園中見到一尊雕像，後來返回時卻發現該雕像神秘消失。哭泣天使由女演員實際扮演，並透過定格鏡頭營造出完全靜止的效果，使其在畫面中顯得毫無動態。原本，哭泣天使被規劃為衍生劇《課堂》的主要反派，但因該劇遭到取消，此構想未能實現。
自首次亮相以來，哭泣天使多次被譽為《神秘博士》中最受歡迎且最令人恐懼的怪物之一。評論普遍讚揚其概念與驚嚇效果，但也有人批評後續能力設計過度延伸，以及在《神秘博士》各類媒體中出現次數過多所造成的審美疲勞。自其登場以來，哭泣天使亦成為影迷與評論界深入分析的對象。此外，作為美國中情局Vault 7文件洩漏事件之一的電腦駭客工具「哭泣天使」（Weeping Angel）亦以其命名。

## 形象

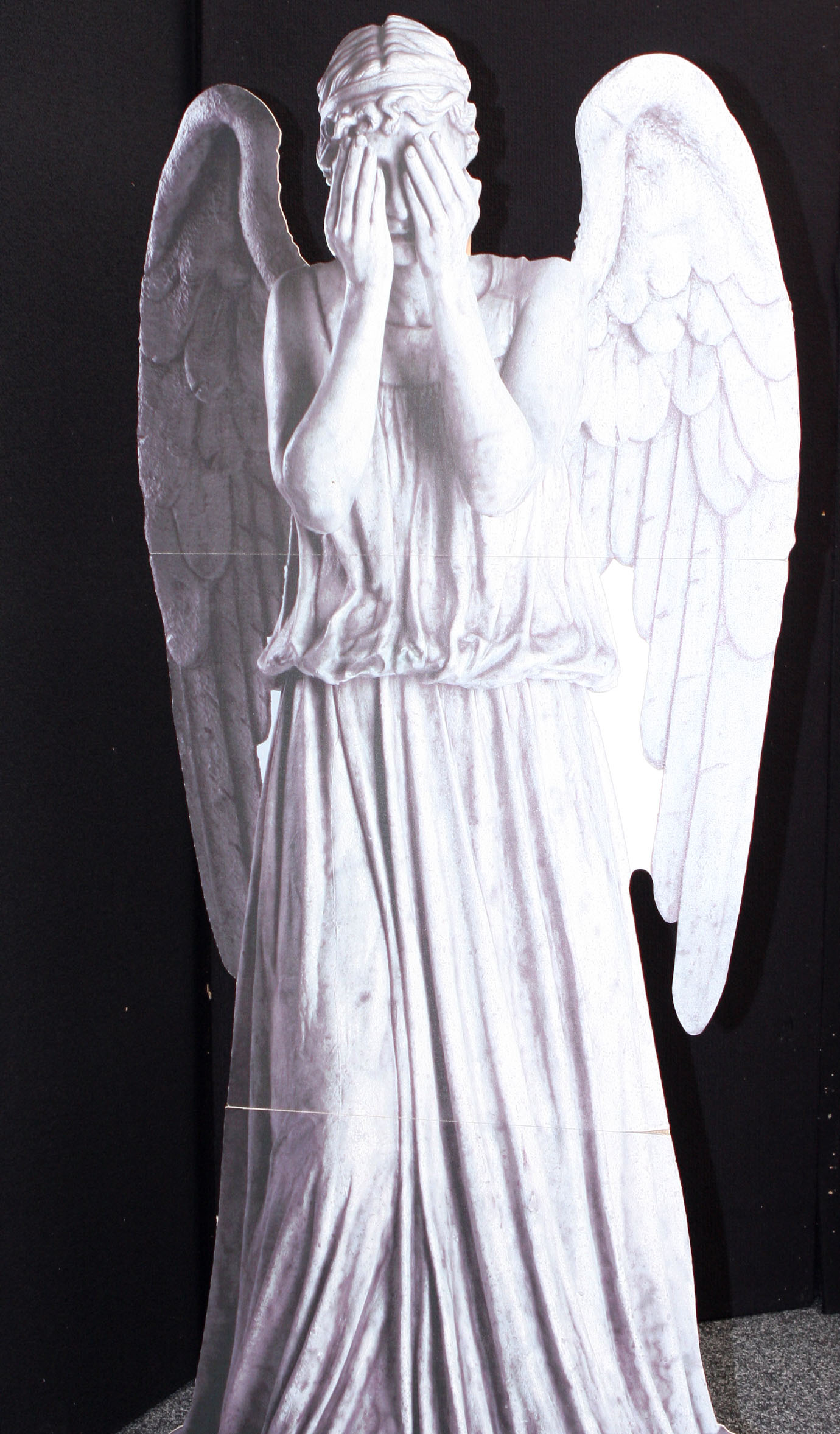
2014年悉尼展览的一座雕像描绘了天使们以手掩面防止对视的样子

哭泣天使是一種以時間能量為食的外星種族，牠們以觸碰受害者為主要攻擊方式，將目標送往過去，藉由時間流逝所產生的能量為食。由於具備「量子鎖定」的特性，哭泣天使在被觀察時會完全靜止，外觀如同雕像。後續劇集進一步擴展了哭泣天使的能力設定，包括：能夠透過影像將自身複製為另一個實體哭泣天使；將其他雕像轉化為哭泣天使；以折斷受害者脖子的方式奪取其聲帶進行模仿發聲；以及以「小天使」（英語：Cherubs）形式出現的體型較小變種。在〈天使之村〉一集中，天使的能力進一步拓展，包括控制受害者被送往的時間點、進行雙重觸碰以殺害目標、心靈感應溝通，以及將其他生命體轉化為天使以便傳輸。
哭泣天使的角色定位多變。牠們最初以拾荒者的形式出現，單純為求生存而行動，且通常獨立作業。 然而後續劇情逐漸賦予其更有組織的行動模式，例如在《超時空奇俠：時空漩渦》（Flux）中，天使被描繪為受外部組織僱傭的傭兵，展現出超越生存需求的行動動機。
哭泣天使首次於2007年〈眨眼〉（"Blink"）一集中亮相。劇中，牠們將第十任博士和瑪莎·瓊斯送回過去，迫使博士與時光機TARDIS分離。哭泣天使試圖奪取TARDIS作為能量來源，但博士設計了訊息指引莎莉·史派羅（Sally Sparrow）於未來發現並協助阻止天使，最終TARDIS將博士接回，而天使則因互相對視而陷入僵持狀態，無法移動。
天使後在2010年的雙集〈天使时间〉及〈肉身与石头〉中回歸。牠們潛伏於墜毀於星球上的太空船「拜占庭號」（Byzantium）內，第十一任博士、艾美·龐德、瑞弗·宋及一隊神職武裝人員進入殘骸試圖回收天使，最終天使利用影像進入艾美的思維並威脅她，甚至試圖透過影像實體化。劇情揭示船艙墜毀於一座迷宮中，潛藏著大量休眠天使，牠們因能量激增而甦醒。最終，博士將天使引入時間裂縫中消滅，連同寄宿於艾美腦中的天使一併抹除。
2011年〈信仰旅館〉中，哭泣天使以客串形式登場，作為旅館內角色恐懼的象徵。
2012年的〈天使攻佔曼哈頓〉中，哭泣天使於曼哈頓建立「能量農場」，透過無限時間迴圈吸取能量。艾美與羅里·威廉斯成功打破循環，使天使離開紐約，但最終仍有殘餘天使將兩人送回過去，並因时间悖论效應導致博士無法帶回他們。哭泣天使亦於後續數集劇集中短暫現身，包括〈博士的時光〉、〈地獄之曲〉、以及〈達利克革命〉。天使亦短暫出現在衍生劇《課堂》最終集中，暗示牠們在幕後操縱事件。
哭泣天使於第十三季《超時空奇俠：時空漩渦》中再次登場。劇中，一名天使出現在TARDIS控制室內，並引導TARDIS抵達一個村莊。天使們試圖奪回克萊兒（Claire），一名曾於〈萬聖節啟示〉出現的角色，因其腦中寄宿著一名逃離神秘組織「分部」（英語：The Division）的天使。第十三任博士提議協助該天使以換取有關分部及自身過去的資訊，但天使最終背叛博士，將她交給其他天使作為交換條件。博士被轉化為天使形態，並被傳送至分部基地。

### 其他媒體
哭泣天使亦出現在多部衍生作品中。2019年虛擬實境遊戲《神秘博士：時空邊緣》（Doctor Who: The Edge of Time）以天使作為遊戲元素；2021年手機遊戲《神秘博士：孤獨的刺客》（Doctor Who: The Lonely Assassins）延續〈眨眼〉的劇情，描述天使對事件後的報復，玩家需透過角色拉里·奈廷蓋爾的手機解開謎團；2022年桌上遊戲《神秘博士：別眨眼》(Doctor Who: Don’t Blink)則以天使為主題，玩家需在天使阻止前完成TARDIS修復。此外，天使還以彩蛋或客串形式出現在《決勝時刻：黑色行動III》、《樂高次元》與《巫师3：狂猎》等多款遊戲中，並出現在漫畫、廣播劇及各類商品如玩具、雕像、服裝及卡片中。

## 創作與發展

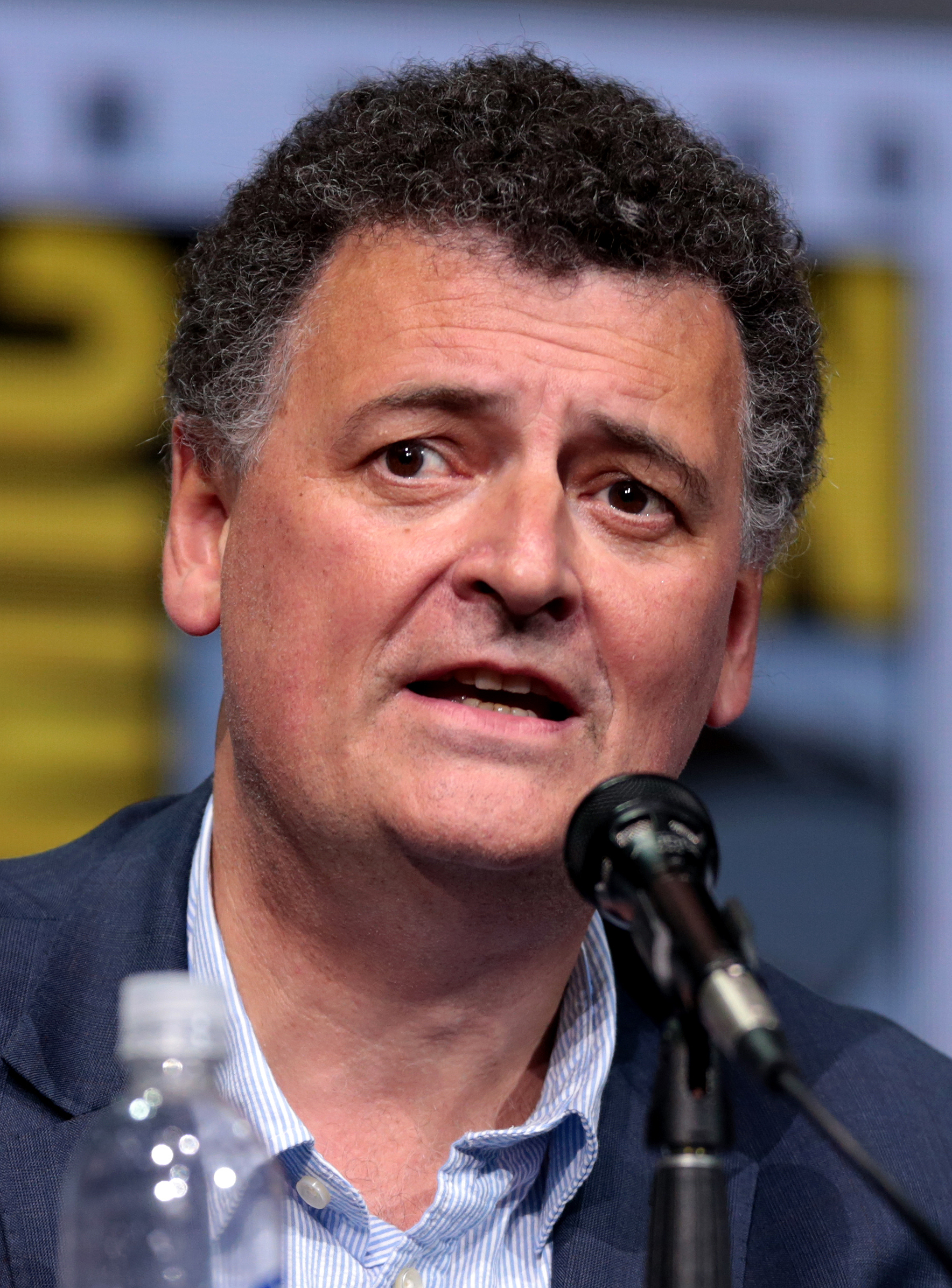
編劇史蒂芬·莫法特從多個來源獲得靈感，創作了哭泣天使。

哭泣天使由編劇史蒂芬·莫法特創作。莫法特在多塞特度假時獲得創作靈感。當時，他在一次探險途中走入了一處標示為危險的墓地，發現一座正在哭泣的天使雕像。數年後，他帶著兒子重返該地，卻未能再找到那座雕像，也無法找到任何存在過的痕跡。在《超時空奇俠》播出後，莫法特曾試圖進一步研究該雕像的來源，但隨著「哭泣天使」的知名度逐漸提高，這項工作變得更加困難。
莫法特還從其他概念汲取靈感，包括維爾納·海森堡提出的不确定性原理，以及兒童在害怕時會用雙手遮住眼睛的行為。2006年，他首次向製作團隊提出「哭泣天使」的概念，形容它們是「只有在沒人注視時才會活動的雕像」。在〈眨眼〉的原始劇本中，舞台指示特別強調：天使不應被拍攝到移動的畫面，僅能展示它們移動後的結果。
2009年，莫法特在首次以《超時空奇俠》劇集統籌身分接受訪問時，宣布「哭泣天使」將會回歸。2010年，天使於兩部分劇集〈天使的時間〉與〈石中之肉〉中再度登場。天使的人氣在此時大幅提升，莫法特亦意識到再次使用這一受歡迎反派的風險。他以電影《異形2》為靈感，將威脅程度提升，並將天使的角色定位從單純的掠食者轉變為具組織化的力量。
2012年〈天使攻佔曼哈頓〉中，莫法特希望利用天使作為艾米與羅里的告別篇，並提醒博士他過去的錯誤。他選擇再次使用天使，並將此前未使用的構想納入劇情中。莫法特認為天使特別適合出現在雕像遍布的紐約，包括自由女神像。
此外，莫法特原計劃在2015年劇集〈天賜〉中以「哭泣天使」作為主要反派，但該構想最終在開發過程中被取消。

### 演出
「哭泣天使」通常由女性演員飾演。由於天使需要維持筆直姿勢及神聖雕像般的形象，製作團隊特別聘請舞者來詮釋角色。天使服裝製作相當繁瑣，穿戴及卸除過程耗時，演員每日拍攝時需站立長達約十五小時。
服裝組件包括聚泡膠製作的裙擺、聚苯乙烯製翅膀、背心、頭部，以及在首次登場時使用的可拆卸眼部泡沫乳膠面具。演員的手臂部分也須經過化妝處理。 在雙劇集中，妝容範圍更擴展至胸部和背部，翅膀則固定於演員所穿的束腰上。 義體特效由Millenium FX負責製作。
不同形態的天使有各自的服裝設計，例如腐化天使使用全身服裝，而「半天使」則以裂紋模型膠附於皮膚，再搭配花紋緊身褲。 為營造天使完全靜止的視覺效果，劇組亦運用定格畫面技術。 自首次亮相以來，已有多位演員詮釋「哭泣天使」一角。

### 其他作品中的登場
「哭泣天使」曾短暫出現在衍生劇《課堂》的最終集，劇情中暗示牠們在幕後操縱事件。該劇創作者派翠克·奈斯（Patrick Ness）原計劃於第二季進一步探索天使的故事，包括牠們的母星及內戰情節，但因劇集取消未能實現。多數情節原擬保留神秘色彩。另一個以天使為主題的構想集數為〈時光膠囊〉（"Time Capsule"），劇情設定為天使將主角群送回過去，他們需利用「時光膠囊」回到現代。
「哭泣天使」在《超時空奇俠》第十三季中回歸。莫法特曾於劇集播出前透露天使將會登場，並在官方宣布前預先公開這一消息。之後，他發布了一段幽默的道歉影片，結尾出現一隻天使（據稱為當時的劇集統籌克里斯·奇布诺尔所派），將莫法特送回過去。
奇布諾爾一直有意安排第十三任博士與天使對決，並為此籌劃多時。演員們對於與天使拍攝感到興奮，但在寒冷的天氣下拍攝時，保持不眨眼成為一大挑戰。[

## 評價與分析
自首次登場以來，哭泣天使被廣泛認為是《神秘博士》系列中最受歡迎且具恐怖氛圍的反派角色之一。多份評論與觀眾調查均將其列為劇中最令人畏懼的怪物之一。《广播时报》的休·富勒頓（Huw Fullerton）指出，哭泣天使「確實令人不安」，其獨特的移動方式是塑造恐怖感的重要因素之一。 在《法律的想像》一書中，潘妮·克羅夫茲（Penny Crofts）認為，哭泣天使令人畏懼的原因，在於它將受害者的基本生理功能（如眨眼）轉化為致命弱點。心理治療師諾埃爾·麥克德莫特（Noel McDermott）則強調，哭泣天使透過在視覺邊緣頻繁出現的設計，刺激了人類對威脅的本能反應，進而引發恐懼感。 創作者莫法特（Steven Moffat）表示，哭泣天使的創意靈感源於兒時遊戲如「一二三木頭人」，使觀眾聯想到任何靜止的石像都可能是潛伏的哭泣天使。
約瑟芬·沃森（Josephine Watson）於《TechRadar》撰文指出，〈眨眼〉一集中，哭泣天使以真人表演取代電腦特效，並藉由攝影角度增強其恐怖氛圍，呈現出獨特的視覺效果。卡拉·盧坎西克（Khara Lukancic）在《Gender and Contemporary Horror in Television》中也強調了該集透過音樂、音效與攝影手法，迅速讓觀眾意識到天使為可怕的敵人。然而，《Gizmodo》的詹姆斯·惠特布魯克（James Whitbrook）批評〈天使之村〉一集中，賦予天使明確動機與多項新能力削弱了其神秘性，雖然前半段成功營造恐怖氣氛，但整體威脅感反而下降。此外，阿迪·坦蒂梅德（Adi Tantimedh）在《Bleeding Cool》表示，天使頻繁登場及新設定雖有助於維持恐怖感，但過度曝光削弱其反派震懾力。

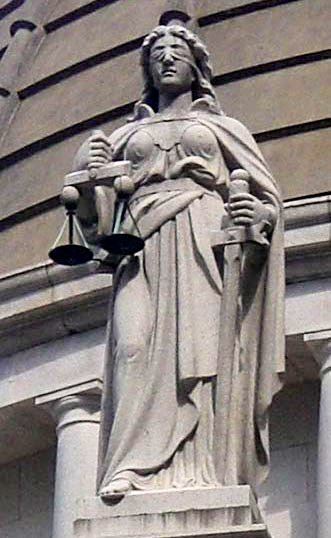
潘妮·克羅夫茲將哭泣天使與「正义女神」進行比較，指出兩者在外觀與象徵意涵上存在多重相似性，認為哭泣天使象徵「正義中的腐敗」，因其能無差別施加傷害且缺乏動機。

在《Doctor Who and Philosophy: Bigger on the Inside》中，米歇爾·聖特（Michelle Saint）與彼得·A·弗倫奇（Peter A. French）分析哭泣天使的角色定位，指出相較於達利克和賽博人等反派，哭泣天使展現出一種寧靜之美，其「天使般」的外表在施暴時更具衝擊力。二人認為，哭泣天使最令人恐懼之處在於其徹底顛覆人們生活的能力，且輕微的動作如眨眼即可導致生命被奪，強化了個人威脅感。克羅夫茲亦持相似觀點，認為哭泣天使所代表的未知恐懼及時間流放剝奪身份的特性，反映了一種難以言喻的暴力，突顯人類對時空歸屬感的依賴與失落。
卡拉·盧坎西克分析哭泣天使的「女性化」特質，認為其結合了多種負面女性原型，如女巫與老嫗，與代表有害的男子氣概的戴立克和賽博人形成對比。她指出，當哭泣天使執行殺戮或偏離常規時，會展現出更男性化與怪物化的形象，強化了節目中男性反派的殘忍特質。《The Doctor's Monsters: Meanings of the Monstrous in Doctor Who》則認為，哭泣天使雖具有獨特能力，但因為設定上為功能單一的怪物，潛在故事性有限。該書亦指出，哭泣天使最終敗於普通人莎莉·史派羅（Sally Sparrow），體現出劇集強調以科學與邏輯戰勝對手的核心主題。

### 其他影響
「哭泣天使」一名亦被美國中央情報局（CIA）與英國軍情五處（MI5）於2014年共同開發的一款駭客工具採用。該工具於《維基解密》2017年公布的「Vault 7」文件中曝光，能透過入侵智能電視進行秘密監聽，即使設備看似關閉仍能持續錄音，進行間諜活動。

## 外部連結
- Weeping Angels on the official Doctor Who website
- TARDIS Data Core上的相关条目： Weeping Angels